# Tea Törmänen
Tea Törmänen (28 febbraio 1983) è un'ex giocatrice di football americano e politica finlandese, che ha giocato come defensive lineman e linebacker.
Dopo il ritiro dal football americano è entrata in politica, inizialmente nel Partito Liberale - Libertà di Scegliere, dall'agosto 2019 con la Lega Verde.

## Palmarès
- 3 Naisten  Vaahteraliiga (Helsinki Lady Demons, 2008; Oulu Northern Lights, 2012; Helsinki Roosters, 2016)